# 생물학적 표적
생물학적 표적(生物學的標的, 영어: biological target)은 일부 다른 실체(예: 내인성 리간드 또는 약물)가 지시 및 결합하여 그 행동 또는 기능의 변화를 초래하는 살아 있는 생물체 내의 모든 것이다. 생체분자 표적(生體分子標的, 영어: biomolecular target)이라고도 한다. 일반적인 생물학적 표적의 예는 단백질과 핵산이다. 생물학적 표적에 대한 정의는 상황에 따라 다르며 약리학적 활성 약물 화합물의 생물학적 표적, 호르몬(예: 인슐린)의 수용체 표적 또는 외부 자극의 다른 표적을 가리킬 수 있다. 가장 일반적인 생물학적 표적은 효소, 이온 통로 및 수용체와 같은 단백질이다.

## 메커니즘
외부 자극(즉 약물 또는 리간드)은 생물학적 표적에 물리적으로 결합한다. 물질과 표적 사이의 상호작용은 다음과 같을 수 있다.
- 비공유결합성 상호작용 – 자극과 표적 사이의 상대적으로 약한 상호작용으로 상호작용하는 두 파트너 사이에 화학 결합이 형성되지 않아 상호작용이 완전히 가역적이다.
- 가역적 공유결합 – 자극과 표적 사이에는 자극이 표적에 화학적으로 결합하는 화학 반응이 일어나지만 결합이 끊어질 수 있는 역반응도 쉽게 일어난다.
- 비가역적 공유결합 – 자극은 비가역적 화학 결합의 형성을 통해 표적에 영구적으로 결합된다.

자극의 특성에 따라 다음과 같은 것들이 일어날 수 있다.
- 생물학적 표적에 직접적인 변화는 없지만 물질의 결합은 다른 내인성 물질(예: 활성화 호르몬)이 표적에 결합하는 것을 방지한다. 이러한 효과는 표적의 특성에 따라 수용체 길항 작용, 효소 저해 또는 이온 통로 차단이라고 불린다.
- 표적에서의 입체구조적 변화는 표적 기능의 변화를 초래하는 자극에 의해 유도된다. 이러한 기능의 변화는 내인성 물질의 효과를 모방할 수 있으며, 이 경우 그 효과는 수용체 작용(또는 통로 또는 효소 활성화)으로 지칭되거나 수용체의 경우 역작용으로 지칭되는 내인성 물질의 반대가 될 수 있다.

## 약물 표적
생물학적 표적이라는 용어는 약물에 의해 활성이 변형되어 특정 효과를 초래하는 신체의 천연 단백질을 설명하기 위해 제약 연구에서 자주 사용되며, 이는 바람직한 치료 효과 또는 원치 않는 부작용일 수 있다. 이러한 맥락에서 생물학적 표적은 종종 약물 표적(藥物標的, 영어: drug target)으로 언급된다. 현재 판매되는 약물의 가장 일반적인 약물 표적은 다음과 같다.
- 단백질
  - G 단백질 연결 수용체 (약물의 50%에 대한 표적)[7]
  - 효소 (특히 단백질 키네이스, 프로테에이스, 에스터레이스 및 인산가수분해효소)
  - 이온 통로
    - 리간드 개폐 이온 통로
    - 전압 개폐 이온 통로

  - 핵 수용체
  - 튜불린과 같은 구조 단백질
  - 막 수송 단백질
- 핵산

## 약물 표적 식별
질병의 생물학적 기원과 잠재적 개입 표적을 식별하는 것은 역약리학적 접근법을 사용하여 의약품을 발견하는 첫 번째 단계이다. 잠재적인 약물 표적은 반드시 질병을 유발하는 것은 아니지만 정의에 따라 질병을 수정해야 한다. 새로운 약물 표적을 식별하는 대안적 수단은 표적 디콘볼루션을 통해 표적이 후속적으로 식별되는 "고아" 리간드를 식별하기 위한 표현형 스크리닝에 기초한 고전적 약리학이다.

## 데이터베이스
다음의 데이터베이스들은 생물학적 표적 정보를 포함하고 있다.
- 치료 표적 데이터베이스 (TTD)
- 드러그맵
- 드러그뱅크
- 바인딩 데이터베이스

## 보존 생태학
이러한 생물학적 표적은 종 전체에 걸쳐 보존되어 있기 때문에 환경에 대한 약물 오염은 동일한 표적을 가진 종에게 위협이 된다. 예를 들어 사람을 대상으로 한 피임약의 합성 에스트로젠인 17-R-에티닐에스트라다이올은 하수처리장 하류에서 어류의 여성화를 증가시키는 것으로 나타났으며, 이로 인해 번식이 불균형해지고 어류의 생존에 추가적인 선택 압력이 가해진다. 의약품은 일반적으로 수생환경에서 ng/L에서 낮은 μg/L 농도로 발견된다. 특정 약물 표적 상호작용의 결과로 비표적 종에서 부작용이 일어날 수 있다. 따라서 진화적으로 잘 보존된 약물 표적은 비표적 약리학적 효과에 대한 위험 증가와 관련된 가능성이 높다.

## 같이 보기
- 약물 발견
- 의약품 및 개인 위생용품의 환경적 영향